# 1821 Aconcagua
1821 Aconcagua este un asteroid din centura principală, descoperit pe 24 iunie 1950, de Miguel Itzigsohn.